# Mankells Wallander: Der Feind im Schatten
Der Feind im Schatten (schwedisch: Den orolige mannen) ist ein schwedisch-deutscher Fernsehfilm aus dem Jahr 2013.
Es handelt sich um die erste Folge der dritten Staffel, also die insgesamt siebenundzwanzigste Folge der schwedischen Kriminalserie Mankells Wallander mit Krister Henriksson in der Hauptrolle. Nach dem Suizid von Johanna Sällström, der Darstellerin von Wallanders Tochter Linda, übernimmt hier Charlotta Jonsson ihre Rolle.
Die Erstausstrahlung in Schweden erfolgte am 11. Jan. 2013 auf TV4. Die deutschsprachige Erstausstrahlung erfolgte am 1. Dezember 2013 auf Das Erste.

## Handlung
An der schwedischen Küste findet ein Fischer in seinem Netz die Leiche eines Tauchers.
Wallander begrüßt Linda, die mit ihrem Ehemann Hans von Enke und ihrer Tochter Klara wieder zurück in Ystad ist. Linda bekommt Besuch von ihren Schwiegereltern, dem einstigen U-Bootkommandanten Håkan von Enke und dessen Ehefrau Louise. Da bekommt Håkan einen Anruf, dass er unverzüglich nach Stockholm zurück muss. Am Abend geht Wallander noch in ein Lokal und trinkt einen Whisky.
Inzwischen vermutet die Presse, dass es sich bei dem Toten um den Sohn des Fischers handelt, den Kampftaucher Anders Lundberg, der seit den 1980er Jahren vermisst wird. Håkan hatte damals einen U-Boot-Einsatz befehligt, als ein nicht identifiziertes U-Boot in schwedische Hoheitsgewässer eingedrungen war.
Inzwischen erfährt Wallander, dass ein Kellner seine Pistole zurückgebracht hat; ein „besoffener“ Polizist habe sie liegengelassen. Wallander wird für die Dauer der internen Ermittlungen suspendiert.
Am Samstag wird Håkans 75. Geburtstag gefeiert. Wallander lernt dessen Freund Kapitän-Lieutenant Sten Nordlander kennen. Zu den Gästen, die eine Ansprache halten, zählt der Amerikaner Atkins, der im Jahr 1961 mit Håkan in Ost-Berlin den Mauerbau miterlebte, sowie Erik Engelbreckt, der als Kadett unter Håkans Kommando ausgebildet wurde. Als Martinsson Wallander am nächsten Tag besucht und die Suspendierung erwähnt, wird Wallander aggressiv.
Während Håkan mit einer Pistole spazierengeht, nimmt Louise auf seinem Handy einen anonymen Anruf entgegen; der Anrufer verlangt Håkan zu sprechen. Håkan geht während seines Spazierganges auf einem Waldweg auf ein Auto zu. Nach vier Tagen meldet sich Hans und erzählt Wallander, dass er und seine Mutter Håkan bei der Stockholmer Polizei als vermisst gemeldet haben, weil er nicht wieder nach Hause zurückgekommen ist. Hans bittet Wallander, selber zu ermitteln. Hans zufolge ist es für Håkan nicht ungewöhnlich, mehrere Tage zu verschwinden, doch Louise hält es für ungewöhnlich, dass er sich so lange nicht meldet; außerdem hat er sein Handy zurückgelassen. Louise erzählt Wallander, dass sie einmal einen Meistertitel im Kunstspringen gewonnen hat.
Kommissarin Ytterberg von der Stockholmer Polizei hat noch keine Anhaltspunkte, wie Håkan verschwunden sein könnte; den Fischer Lindholm, den Vater des verschwundenen Tauchers, hält sie für unschuldig, obwohl er ein Motiv hat. In der Nacht verjagt Lindholm zwei Unbekannte von seinem Grundstück. Louise wird heimlich dabei fotografiert, wie sie sich mit Lindholm trifft.
Sten Nordlander weiß auch nichts über Håkans Verschwinden. Håkan konnte und wollte damals das fremde U-Boot versenken, doch wurde die Erlaubnis dafür verweigert, möglicherweise sei Olof Palme persönlich für die Verweigerung der Erlaubnis verantwortlich gewesen.
Als Martinsson anruft und Wallander fragt, wie es ihm, wegen dem, was passiert ist, geht, reagiert Wallander verwirrt.
Inzwischen kopiert Louise einige Unterlagen ihres Mannes. Wenig später verlässt sie das Haus und trifft sich mit Nordlander; beide küssen sich zur Begrüßung. Wallander beobachtet sie und wird dabei am Ende von Louise entdeckt. Wallander äußert Linda gegenüber die Vermutung, dass jemand Håkan ermordet haben könnte und will seine Privatermittlungen einstellen.
Louise ruft bei Lundberg an und sagt, es sei alles geregelt; beide vereinbaren ein Treffen. Sie fährt mit den Unterlagen los und wird von einem überholenden Wagen von der Straße abgedrängt. Der Fahrer des anderen Autos stiehlt die Unterlagen. Da es anscheinend Kontakte zu anderen Nachrichtendiensten gab, wird jetzt in einem Spionagefall ermittelt. Als Wallander sich noch einmal die Wohnung von Håkan und Louise anschaut, findet er dort Håkan vor. Dieser sagt, er könne nicht sagen, wo er war, er hätte noch einige wichtige Dinge zu erledigen gehabt. Wallander solle aufhören, weiter zu ermitteln; wenn alles vorbei sei, würde Håkan ihm alles erzählen.
Hans erzählt Wallander, dass er etwa zehn Jahre alt war, als Louise ihn nach Ostdeutschland mitgenommen hat, wo sie Kunstspringerinnen trainierte; aus Ostdeutschland habe sie auch ihre Haushälterin mitgebracht. Als Wallander von dem Spionageverdacht gegen Louise erzählt, wird Hans aggressiv. Wallander erhält von Louises Haushälterin einen Umschlag, den diese zur Sicherheit aufbewahren sollte. Nachdem sich Wallander den Inhalt des Umschlags angeschaut hat, inspiziert er die Stelle, an der Louise von der Straße abgekommen ist. Als Nächstes befragt er Nordlander, der anscheinend nichts von einer Spionage weiß, und meint, Louise könnte zu Lundberg unterwegs gewesen sein. Nordlander berichtet, Lundberg habe ihn bedroht, er wüsste Dinge, die ihm und Håkan schaden würden.
Als Wallander mit Lundberg reden will, zeigt dieser sich zunächst widerwillig, weil er der Polizei nicht traut, und erst dann gesprächsbereit, als Wallander erzählt, dass er suspendiert ist. Nach dem Tod seines Sohnes habe Håkan in der Öffentlichkeit alle Schuld von sich gewiesen und diesem die Schuld gegeben. Lundberg habe mehrfach vergeblich versucht, mit Håkan zu reden; lediglich Louise habe sich gesprächsbereit gezeigt. Lundberg gibt Wallander ein Gerät mit, das sein Sohn bei seinem Einsatz in einem Rucksack dabei hatte. Wallander bittet Nyberg, das Gerät zu untersuchen.
Wallander bekommt Besuch von Atkins.
Nyberg erzählt, dass das Gerät eine Vorrichtung zum Abhören war. Er weiß nicht, woher es stammt; er hat so etwas noch nie gesehen.
Nachdem Wallander Erik Engelbreckts Namen in den Unterlagen findet, die er von der Haushälterin bekommen hat, versucht er, mit Erik Engelbreckt darüber zu reden, wo Håkan sich aufhält, doch Engelbreckt wimmelt ihn zunächst ab. Wallander gibt ihm seine Telefonnummer. Wallander lässt sich von Nordlander die Meereskarte erklären, die in den Unterlagen dabei war. Als Wallander ihm das Gerät beschreibt, dass Lundberg auf seiner U-Boot-Mission dabei hatte, identifiziert Nordlander es als Transponder. Solche Transponder auf See zu verlegen, sei Landesverrat. Da ruft Engelbreckt bei Wallander an, weil er mit ihm über Håkan reden will. In Engelbreckts Zuhause findet Wallander dessen erhängte Leiche vor. Einer der Beamten, die den Fall betreuen, ermahnt Wallander, sich herauszuhalten.
Am späten Abend fährt Wallander mit dem Boot am Strand entlang und beobachtet verdächtige Aktivitäten anderer Boote. Schließlich wird er von Håkan ertappt. Wallander zieht den Schluss, dass Håkan seinerzeit ein amerikanisches U-Boot versenken wollte und wusste, dass er dafür keine Erlaubnis bekommen würde. Deswegen hätte er den Taucher Lindholm eingesetzt, Transponder zu verteilen. Nordlander taucht auf, bezichtigt Håkan des Verrats, erzählt ihm von seiner Affäre mit Louise und wird daraufhin von Håkan angeschossen. Nordlander wiederum schießt Håkan an. Die Beamten der Stockholmer Polizei tauchen wieder auf; Wallander wird ermahnt, dass es um die nationale Sicherheit gehe; er solle sich auf Ystad beschränken.
Atkins wird von Washington nach Hause beordert, weil er, wie er sagt, zuhause gebraucht wird. Als Wallander fragt, warum die NATO U-Boote in die schwedischen Gewässer geschickt hat, obwohl Schweden immer neutral war, erklärt Atkins, dass, während die Kommunisten der Meinung waren, dass Schweden den Amerikanern zu nahe stand, diese wiederum meinten, dass Schweden den Sowjets gegenüber zu nachlässig gewesen seien. Das Schlimmste sei aber, dass beide Seiten meinten, dass die militärische Verteidigung Schwedens ein Witz gewesen sei. Wenn es nicht solche Patrioten wie Håkan gegeben hätte, hätte es zu dieser Zeit sehr schlecht für Schweden ausgesehen.
Als Wallander nach Hause fährt, wird im Radio über Håkans Tod berichtet. Es werde nicht von einem Verbrechen ausgegangen. Wallander, Linda, Hans und Klara besuchen Håkans Beerdigung.
Als Wallander am Abend mit Jussi am Strand spazierengeht, schaut er nachdenklich aufs Meer hinaus.

## Kritiken
„Spannend konstruierter (Fernsehserien-)Krimi, der von der darstellerischen Kraft des Hauptdarstellers lebt. - Ab 16.“